# Freden i Hubertusburg

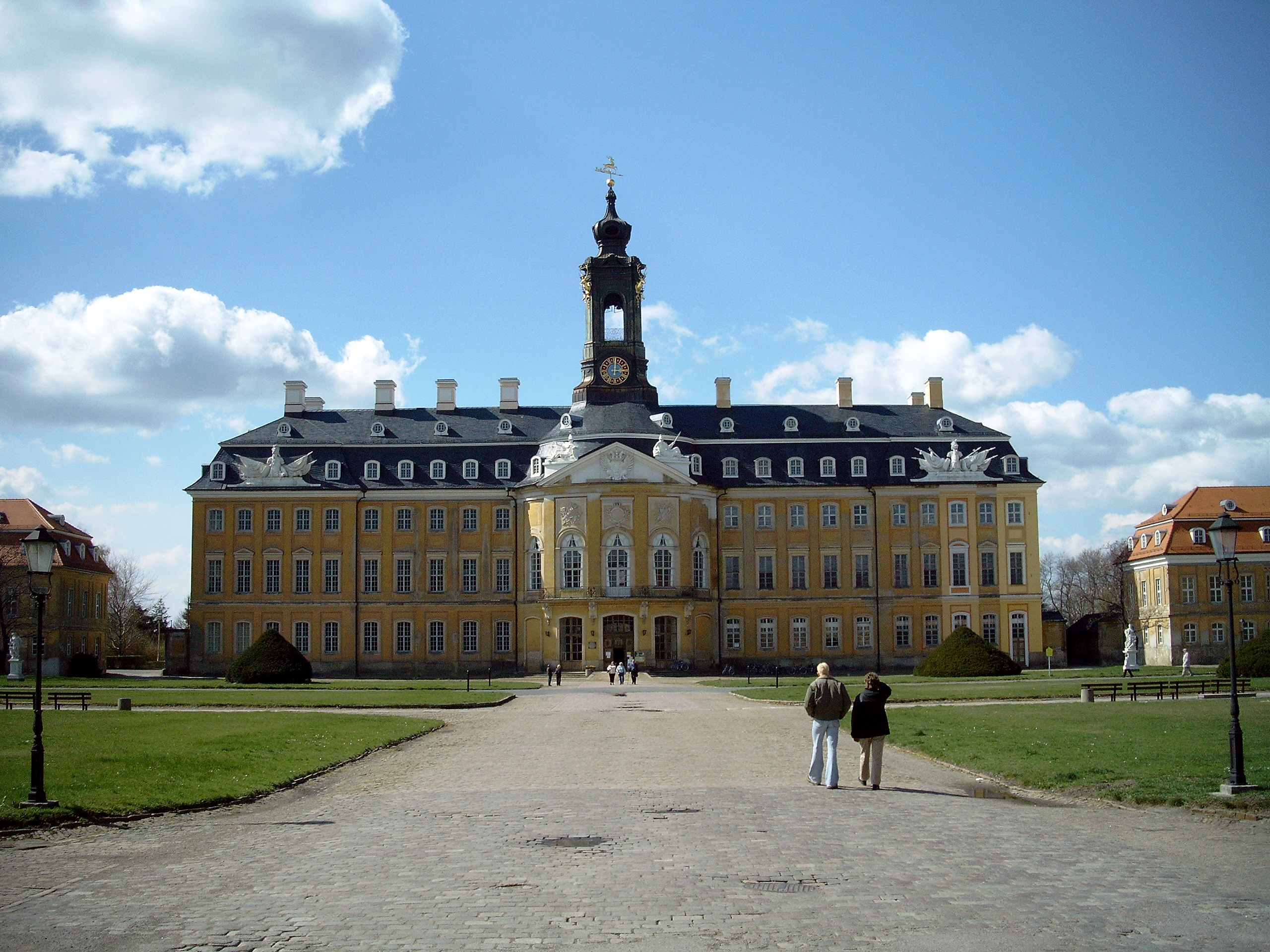
Slottet Hubertusburg

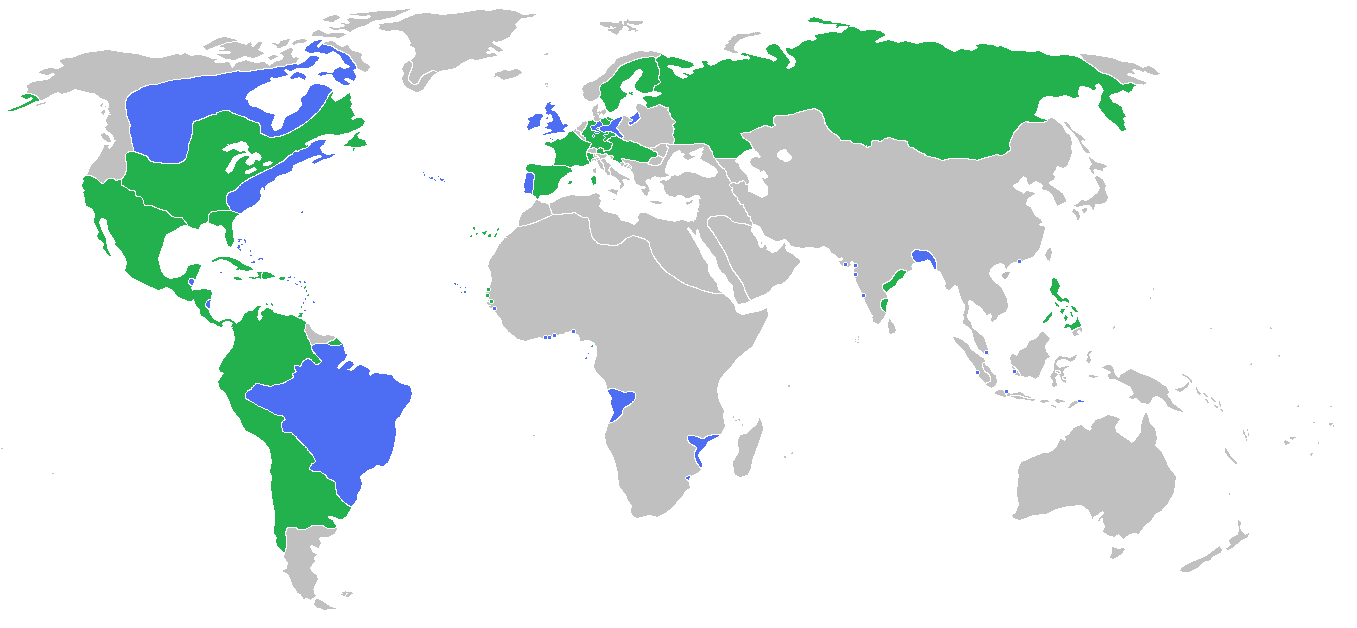
Alla länder som deltog i Sjuårskriget vid krigsutbrotten.
Storbritannien, Preussen, Portugal, med allierade
Frankrike, Spanien, Österrike, Ryssland, Sverige, med allierade

Freden i Hubertusburg (ty.: Frieden von Hubertusburg) var ett fredsavtal som undertecknades den 15 februari 1763 i slottet Hubertusburg i Sachsen mellan Preussen, Österrike och kurfurstendömet Sachsen. Freden slöts samtidigt som Freden i Paris och markerade slutet på Sjuårskriget och Fransk-indianska kriget. 

## Bakgrund
Preussen hade under 1700-talet flyttat fram sina positioner i nordeuropa. Landet var i konflikt med Österrike om kontrollen över Schlesien som Preussen erövrat. 
Sjuårskriget inleddes 1756 då Preussen angrep Sachsen för att föregripa hotet från anfall från stormakterna Österrike, Ryssland och Frankrike. Efter att Sachsen besegrats slöt sig dock de tre stormakterna samman i en allians vilken förstärktes av Sverige. Inledningsvis hade Preussen fortsatt stora framgångar och vann flera viktiga slag. Pressen ökade dock mot det isolerade Preussen. Berlin intogs och ryska trupper ockuperade Ostpreussen. Lyckan vände dock på nytt som en följd av brittiska framgångar i striderna med Frankrike som minskade trycket. Vidare slöt den nye tsaren Peter III av Ryssland separatfred med Preussen 1762 varvid Ryssland gav tillbaka alla erövringar. Samma år drog sig även Sverige ur kriget mot Preussen. Därmed hade Preussen fred i norr och i öst och kunde koncentrera sina resurser till strider mot främst Österrike och dess allierade tyska stater. 1763 stod de krigströtta makterna redo att avsluta kriget.

## Fredsvillkor
Villkoren bestod av ett återställande av Status quo utan några territoriella förändringar. Vid freden stod det dock klart att Preussen etablerat sig som en viktig regional stormakt i Europa. Schlesien stod fortsatt under preussisk kontroll. 